# Bejlomorka lipová
Bejlomorka lipová  (Didymomyia tiliacea) je drobný hmyz z čeledi bejlomorkovití. Hostitelem hmyzu je v ČR především lípa malolistá (Tilia cordata) a lípa velkolistá (T. platyphyllos). Přítomnost bejlomorky potvrzují hálky na vrchní straně listů.
Vědecká synonyma
- Cecidomyia tiliacea Bremi, 1847
- Cecidomyia frauenfeldi Kaltenbach, 1872
- Hormomyia reaumuriana F. Löw, 1878
- Didymomyia reaumuriana F. Löw, 1878

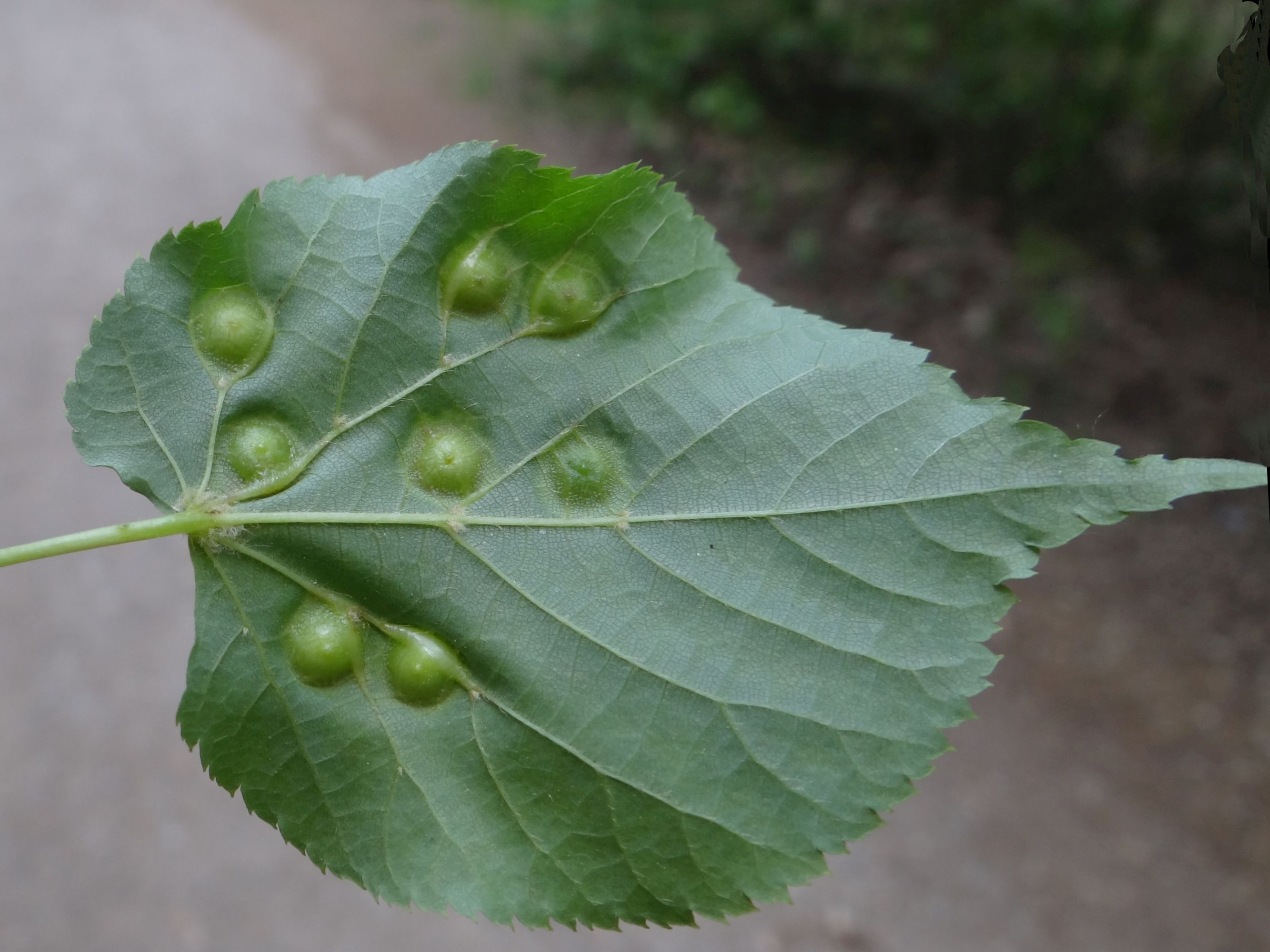
Hálky bejlomorky lipové na mladém listu

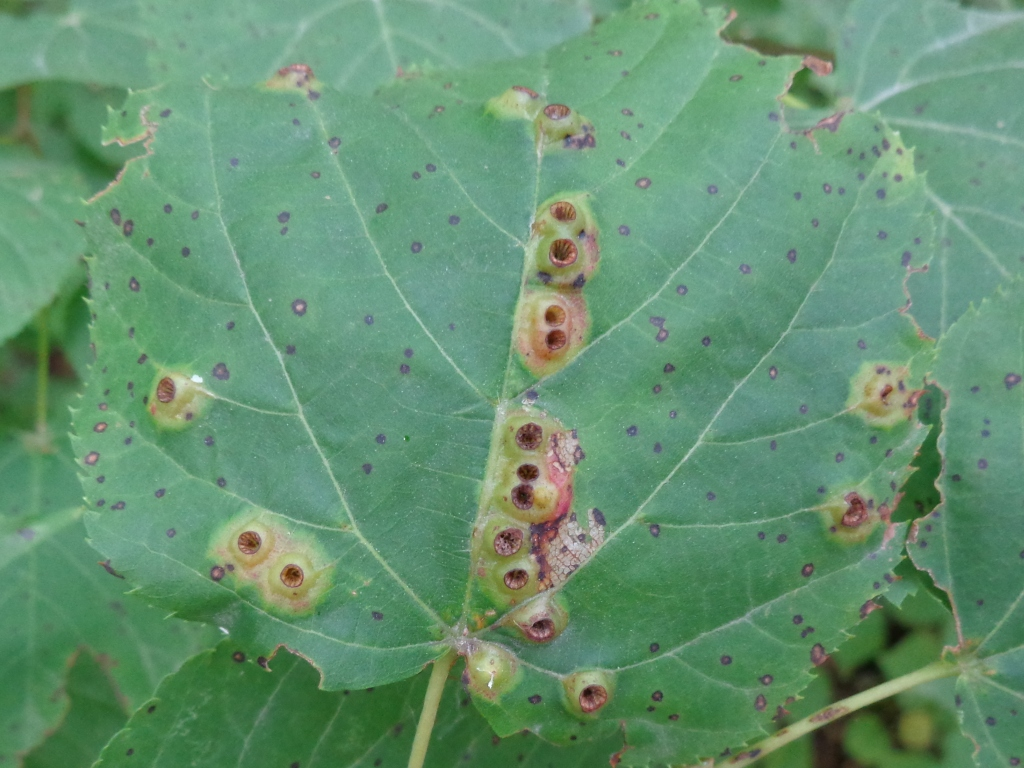
Hálky s jamkou po uvolněné vnitřní části s larvou

## Rozšíření
Areálem bejlomorky lipové je Evropa, Rusko a Gruzie. V Evropě je běžným druhem, objevuje se i v České republice, ale její výskyt není častý. Jsou záznamy o rozšíření v Německu v období pliocénu (Adolf Strauss, 1977).

## Popis
Dospělec připomíná drobného komárka. Je 2,7–3,7 mm velký, má hnědavou hruď a žlutavě zbarvený zadeček s tmavými příčnými pruhy. Monofágní larva je 2–3 mm dlouhá, vřetenovitá, bělavá až světle žlutá, beznohá.
Hálka je průměrně 6–8 mm velká, zřetelná na obou stranách listu. Zprvu je žlutavá až světle zelená, později přechází do červenavého či fialového zbarvení. Na spodní straně listu je polokulovitá, na horní zašpičatělá. Na listu je vždy pohromadě více hálek, obvykle 10–20, ale i více.

## Ekologie
Dospělé samičky kladou vajíčka v době rašení lipových listů, během dubna a května. Vylíhnutá drobná larva se hned začne živit listovým pletivem hostitelské rostliny. Při žíru uvolňuje larva látku, která způsobuje nepřirozený růst listu. Kolem larvy se začne vytvářet hálka. Uvnitř hálky žije vždy jen jedna larva. Hálka postupně tvrdne a kolem larvy se tvoří samostatná vnitřní část, která se i s larvou posléze uvolní. Ve zbytku hálky zůstane trychtýřovitá jamka. Larva přezimuje uvnitř opadlé vnitřní hálky a na jaře dalšího roku se zakuklí. Kukla je mumiová. Dospělá muška se líhne v dubnu a květnu. V Evropě může mít jednu generaci ročně.
Hostitelem druhu je lípa malolistá (Tilia cordata) a lípa velkolistá (T. platyphyllos). Existují záznamy o výskytu na lípě stříbrné (T. tomentosa) a na lípě obecné, kříženci lípy velkolisté a malolisté (Tilia x vulgaris syn. Tilia × europaea).
Bejlomorka lipová se vyskytuje tam, kde rostou hostitelské dřeviny – v lesích, parcích, zahradách a stromořadích (alejích). Šíří se okřídlenými dospělci.

## Význam
Při silném napadení živné rostliny listy žloutnu, hnědnou a usychají. Čepel silně napadených listů se může deformovat a trhat. V některých případech může snížit estetickou hodnotu dřeviny. Druh nepředstavuje pro dřeviny významnější riziko, je převážně neškodný. Poškození omezuje asimilační plochu listu.
Ochrana rostlin běžně není třeba a protiopatření se nepoužívají. Při velmi silném opakovaném napadení a chřadnutí mladé dřeviny lze použít na jaře insekticid a porýt půdu pod stromem.